# Lista portów lotniczych w Gambii
Lista portów lotniczych w Gambii, ułożonych alfabetycznie. Obecnie w Gambii istnieje tylko jeden port lotniczy.
| Położenie | ICAO | IATA | NAZWA LOTNISKA        |
| Bandżul   | GBYD | BJL  | Port lotniczy Bandżul |